# 黌農重盛
黌農 重盛（こうのう しげもり、1963年 - ）は、日本の指揮者、音楽家。広島県警音楽隊楽長。2025年度より広島市消防音楽隊の楽長に就任。
テレビ、イベントなどのメディアに出演している。

## 経歴
新型コロナウイスルスの影響で音楽隊の出演イベントが相次いで中止になった為、2020年5月に動画配信サイト「YouTube」にて、広島県警音楽隊の演奏の様子を配信。展望台やドローン撮影などを駆使し10月には2作目も投稿。
同年11月、北海道札幌市の「にぎわいステージ」に出演。『めざせ！日本一安全・安心な広島県の実現』を掲げた。
2024年には、RCCテレビの取材で日本一安全・安心の実感と音楽について話した。